# 中铁城市发展投资
中铁城市发展投资集团有限公司，注册地位于成都，隶属于中国铁路工程集团的上市公司中国中铁。业务性质为项目建设与资产管理。2017年，公司总资产137.35亿元，净资产20.70亿元，净利润5.46亿元。